# Léa Murawiec
Léa Murawiec   (París, 1 de juny de 1994) és una autora i editora de còmics.

## Biografia
Va néixer el 1994. El seu pare era arquitecte i la seva mare, dissenyadora. Va estudiar a l'Escola Estienne i després va obtenir el DNSEP el 2018 a l'Escola europea d'estudis superiors d'Angulema. El seu treball de diplomatura va ser un còmic anomenat Endurance. Durant els seus estudis, va realitzar una beca Erasmus a Xangai.
L'any 2013, mentre encara era estudiant a Estienne, va començar a publicar al fanzine Flǔtiste, publicat per un grup d'estudiants de l'École nationale supérieure des arts appliqués et des métiers d'art, cada número del qual es basa en una limitació narrativa. Després d'unes quantes publicacions, va esdevenir editora del projecte col·lectiu.
Quan va finalitzar els estudis, va començar a publicar una sèrie de tires còmiques a Biscoto. També va obtenir una beca d'estudis l'octubre de 2019 per fer una residència a la Maison des authors durant un any, durant el qual va treballar en el seu projecte Le Grand Vide.
Publicat per Éditions 2024 l'estiu de 2021, l'àlbum va assolir de seguida una excel·lent acollida de públic i crítica, Va ser definit com l'àlbum de l'any de 2021 per la redacció d'Actuabd, i va formar part de la selecció oficial del Festival d'Angulema de 2022. L'obra va guanyar diversos reconeixements, també a la Fira del Llibre Infantil de Bolonya.
Le Gran Vide ha sigut traduït al català per Marta Marfany i publicat per l'Editorial Finestres.

## Obres
- Conspiration, Flǔtiste, 2015.
- Main gauche, Radio as paper, coll. «Radio as paper mini-comics», 2017.
- Fabuleux Vaisseaux (avec Krocui), Flutiste, 2018.
- Panique, Polystyrène, coll. «Façade» 2018.
- El gran buit. Editorial Finestres, 2023.